# Весела карусель
Весела карусель (рос. Весёлая карусель) — радянський і російський дитячий мультиплікаційний журнал. Виробництво кіностудії «Союзмультфільм». Станом на 2019 рік налічував 50 випусків.

## Історія
Ініціатором створення журналу вважається Анатолій Петров — мультиплікатор із десятирічним стажем, який вирішив поєднати сили молодих художників, які мріяли про режисуру, в одному експериментальному проєкті. Сам Петров писав, що ідея альманаху спала на думку його дружині Галині Баринової. 
Перша серія була випущена 1969 року під художнім керівництвом Романа Качанова. Як режисерів у ній дебютували Галина Баринова, Геннадій Сокольський та Леонід Носирєв (сам Петров на той час вже зняв сюжет для кіноальманаху «Калейдоскоп-68»). У журналі обкатувалися незвичайні для традиційної мультиплікації техніки (наприклад, заливка з плавними світлотінями та фони на целулоїді). Згідно з Барінової, перший випуск був підданий критиці з боку голови Держкіно («дитяче кіно як полігон для абстрактного мистецтва»).
Кожна серія мультжурналу складається з двох-чотирьох коротких сюжетів, заснованих здебільшого на загадках, лічилках, віршах, піснях, сюжетах-перевертачах тощо, які набули популярності багато в чому завдяки самому журналу і стали матеріалом для різноманітних мультиплікаційних експериментів.
Спочатку робота над усіма сюжетами альманаху велася колективно. На кожен випуск витрачалося 9 місяців, а журнал мав чітко виражену структуру: повчальна та мультиплікаційна частини, комікс та серія з циклу «Ну, постривай!». Вже після першого випуску редактори вирішили виділити «Ну, постривай!» в окремий проект, тож формат змінився. Після того, як засновники залишили журнал у 1978 році, він набув вигляду більш традиційної збірки ніяк не пов'язаних мультфільмів. У 2001 році зйомки «Веселої каруселі» було зупинено, проте у 2012 році відбувся перезапуск та продовження журналу. У червні 2013 року «Союзмультфільм» оголосив про «збір ідей» для альманаху, запропонувавши всім охочим взяти участь у його створенні.
До багатьох сюжетів музику написав відомий дитячий композитор Володимир Шаїнський. Автором багатьох віршів є Емма Мошковська.
Більшість оригінальних серій були мальованими, хоча в 1980-і роки вийшло кілька лялькових історій («Хитрі бабусі», «Сто гудзиків», «Жабенятко», «Мишеня і кішка», «Теремок»). Після перезапуску журналу пішла ця традиція. Сучасні випуски вирішені в різних техніках, включаючи комп'ютерну перекладку («Пик-Пик-Пик», «Буль»), тривимірну графіку («Ось був би великим») і пластилінову мультиплікацію («Ялинка»). Протягом усіх випусків мультжурналу практично незмінною (з дрібними відзнаками) залишалася створена В. І. Пекарем і Т. В. Колюшевою заставка з каруселлю, що крутиться, і запам'ятовується піснею, що з'являлася на початку і в кінці кожного випуску і між сюжетами:

Карусель, Карусель начинает рассказ,

Это сказки, песни и веселье!

Карусель, Карусель-это радость для нас,

Прокатись на нашей карусели!

## Список випусків
| Рік  | Випуск | Перший сюжет                     | Другий сюжет                                         | Третій сюжет                            | Четвертий сюжет          | П'ятий сюжет       |
| ---- | ------ | -------------------------------- | ---------------------------------------------------- | --------------------------------------- | ------------------------ | ------------------ |
| 1969 | № 1    | Мозаика                          | Антошка                                              | Рассеяный Джованни                      | Ну, погоди!              |                    |
| 1970 | № 2    | Небылицы                         | Самый первый                                         | Два весёлых гуся                        |                          |                    |
| 1971 | № 3    | Разгром                          | Голубой метеорит                                     | Рыжий, рыжий, конопатый                 |                          |                    |
| 1972 | № 4    | Про чудака лягушонка             | Хомяк-молчун                                         | Весёлый старичок                        |                          |                    |
| 1973 | № 5    | Не про тебя ли этот фильм?       | Кто пасеться на лугу                                 | Чудо                                    | Небылицы в лицах         |                    |
| 1974 | № 6    | Лечение Василия                  | Путаница                                             |                                         |                          |                    |
| 1975 | № 7    | Глупая лошадь                    | Бегемотик                                            |                                         |                          |                    |
| 1976 | № 8    | Почему у льва большая грива?     | Апельсин                                             | Консервная банка                        |                          |                    |
| 1977 | № 9    | За щелчок                        | Клоун                                                | Принцесса и людоед                      |                          |                    |
| 1978 | № 10   | Посылка                          | Светлячок                                            | Бабочка и тигр                          |                          |                    |
| 1980 | № 11   | Хитрые старушки                  | Про черепаху                                         | Погоня                                  |                          |                    |
| 1982 | № 12   | Карандаш и ластик                | Что случилось с крокодилом?                          | Эхо                                     |                          |                    |
| 1983 | № 13   | Сто пуговиц                      | Мышонок и кошка                                      |                                         |                          |                    |
| 1983 | № 14   | Лягушонок                        | И я бы мог…                                          | Где обедал воробей?                     |                          |                    |
| 1983 | № 15   | Почему мне нравится слон         | Всё для всех                                         | Девочка и пираты                        |                          |                    |
| 1985 | № 16   | Чудо-дерево                      | Игра                                                 |                                         |                          |                    |
| 1986 | № 17   | Вредный совет                    | Состязание                                           |                                         |                          |                    |
| 1986 | № 18   | Под ёлкой                        | Недоразумение                                        | Рыжая ворона                            |                          |                    |
| 1988 | № 19   | Качели                           | Вредный совет                                        | Загадка                                 |                          |                    |
| 1990 | № 20   | Две руки                         | Стекло                                               | Барашек                                 |                          |                    |
| 1990 | № 21   | Стихи с бегемотами               | Однажды                                              |                                         |                          |                    |
| 1990 | № 22   | Соло для Луны и волка            | Военная тайна                                        |                                         |                          |                    |
| 1991 | № 23   | Стрекоза                         | Джо Билл                                             | Миссис Инк из Манилы                    |                          |                    |
| 1992 | № 24   | Случай на болоте                 | Ворона                                               | С добрым утром!                         |                          |                    |
| 1993 | № 25   | Задом-наперёд                    | Гололедица                                           | Ответ                                   |                          |                    |
| 1993 | № 26   | Если бросить камень вверх        | Поливальная машина                                   | Да здравствует Персей!                  |                          |                    |
| 1994 | № 27   | Подлёдный лов                    | Кто первый?                                          | Охота на динозаврика                    |                          |                    |
| 1995 | № 28   | Эх!                              | Не бывает!                                           | Девица Бигелоу, или жевательная история |                          |                    |
| 1995 | № 29   | Сказка про дурака Володю         | Теремок                                              |                                         |                          |                    |
| 1996 | № 30   | Храбрый король                   | Тайна                                                |                                         |                          |                    |
| 2000 | № 31   | Кисточка                         | Крокодилушка                                         | Чудо-замок                              |                          |                    |
| 2000 | № 32   | Чего на свете нету               | Два слона                                            | Катина сказка                           |                          |                    |
| 2001 | № 33   | Ещё раз про кота                 | Леталка                                              |                                         |                          |                    |
| 2012 | № 34   | Как кричит крокодил?             | Ах, если б к нам приехал лес!                        | Куда идут животные                      |                          |                    |
| 2013 | № 35   | Вот был бы большим               | Так не бывает                                        | Четыре обезьяны                         | Месяц лимонная долька    |                    |
| 2014 | № 36   | Военная инструкция для мальчишек | Р-Р-Р                                                | Тайна старика Тимофея                   |                          |                    |
| 2014 | № 37   | Сколько лап у собаки             | Советчики                                            | Снежные зайчики                         |                          |                    |
| 2014 | № 38   | Ямка с водой                     | Сын капитана                                         | Ушла в Париж                            |                          |                    |
| 2015 | № 39   | Почему исчезли динозавры         | Коровка                                              | Бегемот и компот                        | ПЫК-ПЫК-ПЫК              | Муравей и муравьед |
| 2015 | № 40   | Большой друг                     | Плохие слова                                         | Лягушенция                              | Джек-простак             |                    |
| 2015 | № 41   | Семь кошек                       | Про Комарова                                         | Непослушные                             | Если б я капитаном был   |                    |
| 2016 | № 42   | Подарок                          | Двое в доме                                          | Поросёнок невидимка                     |                          |                    |
| 2016 | № 43   | Злой колдун                      | Очень вежливая история                               | Корова мечтала                          | Медведь и бабочка        |                    |
| 2016 | № 44   | Дело в шляпе                     | Бабушка с крокодилом                                 | Буль                                    | Выходной                 |                    |
| 2016 | № 45   | Ёлочка                           | Посох                                                | Бельчонок и санки                       | Откуда берутся снежинки? |                    |
| 2017 | № 46   | Бесконечная такса                | Виват, мушкетёры!                                    | Доброе сердце                           |                          |                    |
| 2017 | № 47   | Кокоша                           | Чей нос лучше?                                       | Подлинный крокодил                      | Ноги осьминога           |                    |
| 2017 | № 48   | Страшилище-хорошилище            | Вышла из дома старушка за хлебом и сладкой ватрушкой | Кросс                                   | Замечательная клякса     |                    |